# Rosemaryite
La rosemaryite è un minerale fosfatico anidro

## Abito cristallino
Granulare massivo

## Origine e giacitura
Si rinviene in complessi zonati granitici pegmatitici